# Fundació Futbol Club Barcelona
La Fundació Futbol Club Barcelona és un òrgan del Futbol Club Barcelona, creat l'any 1994, amb l'objectiu de promoure el vessant més social, solidari, cultural i compromès del Futbol Club Barcelona arreu del món.

## Història
Inicialment les activitats i obres realitzades per la fundació es materialitzaven mitjançant les donacions per part de socis, simpatitzants i entitats empresarials del país que eren integrades com a membres d'honor, col·laboradors i/o membres protectors. El 2006 la Fundació va agafar un nou impuls, en rebre, des d'aquell any, un 0,7% dels beneficis ordinaris del club (2,2 milions d'euros el 2008). Alhora, es va adherir al pla d'Objectius de Desenvolupament del Mil·lenni de les Nacions Unides i va incorporar per primera vegada publicitat d'UNICEF a la samarreta de l'equip de futbol.

## Objectius
- Lluitar contra la pobresa, la fam, la mortalitat infantil i malalties com ara la malària o la sida.
- Promocionar els valors de l'esport i fomentar-ne la pràctica.
- Ajudar persones amb risc d'exclusió social.
- Fomentar la cultura, el civisme i la democràcia.
- Ajudar i assistir, mitjançant l'Agrupació Barça Veterans, exjugadors ja retirats que han format part d'algun dels equips del Futbol Club Barcelona.
- Intentar complir els Objectius de Desenvolupament del Mil·lenni.

## Aliances i col·laboracions
Actualment la fundació té aliances amb les següents entitats/organismes: 
- UNICEF[5]
- UNESCO
- UNHCR/ACNUR
- També és membrede l'ECOSOC (Consell Econòmic i Social de les Nacions Unides).

Col·laboracions:
- AECI, Agencia Espanyola de Cooperación internacional
- Fundació Iberostar
- Agrupació Barça Veterans
- Bruixa d'Or (Loteria culé)
- Fundación Pies Descalzos: patrocinada per la cantant Shakira, acord de col·laboració (febrer de 2011) per fomentar l'educació infantil mitjançant l'esport.[7][8]